# Live Report
Live Report war eine britische Band. 

## Teilnahme am Eurovision Song Contest
Die Band um den Malteser Ray Caruana wurde 1989 für die Teilnahme an A song for Europe, dem britischen Vorentscheid zum Eurovision Song Contest, gegründet. Mit dem von John Beeby komponierten und Brian Hodgson getexteten Lied Why do I always get it wrong? konnte sich die Gruppe in einem Teilnehmerfeld mit 12 Sängern und Gruppen mit 111.996 Stimmen klar gegen die zweitplatzierte Julie C mit 51.449 Stimmen durchsetzen. Beim Eurovision Song Contest 1989 in Lausanne war die Band mit dem leicht verändert arrangierten Lied ebenfalls erfolgreich und erreichte mit 130 Punkten den zweiten Platz. Trotz der guten Platzierung war das Lied kommerziell ein Flop und der fünfte britische Beitrag in Folge, der sich nicht unter den Top 40 der Singlecharts platzieren konnte. Die Band löste sich kurz nach der Teilnahme wieder auf.

## Nach der Auflösung
Ray Caruana nahm 1994 in seinem Heimatland Malta 1994 an der Vorentscheidung zum Eurovision Song Contest teil und belegte mit Scarlet song den zweiten Platz. Mittlerweile hat er eine eigene Bühnenshow, in der er Lieder von Sammy Davis Jr. singt. Um die anderen Bandmitglieder ist es ruhig geworden.